# Ricardo Oliván
Ricardo Oliván Turrau, que firmaba simplemente como Ricardo (Barbastro, 1938-Barcelona, 4 de abril de 2009), fue un historietista y humorista gráfico español. Era hermano de Oli, también dibujante.

## Biografía
Ricardo Oliván, tras estudiar magisterio, inició su carrera profesional en el semanario "Don José" (1955).
Casó con una holandesa, a la que homenajeó con sus seudónimos Susan Piller y Susan Plopper, que usó para ilustrar cuentos infantiles.
Publicó sus pasatiempos en las revistas de la editorial Bruguera, pero también en "Strong", "JAuJA" y "Garibolo".

## Obra
| Años | Título                             | Tipo                 | Publicación                                                                |
| ---- | ---------------------------------- | -------------------- | -------------------------------------------------------------------------- |
| 1970 | Humor gráfico español del siglo XX | Monografía colectiva | Salvat/Alianza Editorial: Biblioteca Básica Salvar de Libros RTVE, núm. 46 |
| 1975 | El Profesor Cerebelo               | Serie                | Sacarino                                                                   |
| 1982 | Gimnasio Mental                    | Serie                | JAuJA                                                                      |
| 1998 | Cien cómics con aspirina           | Monografía colectiva | Química Farmacéutica Bayer                                                 |